# Bufor STE
Bufor STE – jeden z buforów wykorzystywanych w badaniach laboratoryjnych z dziedziny mikrobiologii oraz inżynierii genetycznej. 

## Skład buforu
Skład mieszaniny nie jest ściśle ustalony, spotyka się różne warianty tego buforu zależnie od typu komórek, z których będzie w trakcie badań ekstrahowane DNA.
Przykładowa receptura stosowana do minilizy alkalicznej komórek bakteryjnych to:
- 10 mM Tris-HCl,
- 1 mM EDTA,
- 0,1 M NaCl.

Według jednej z procedur ekstrakcji DNA z komórek roślinnych receptura buforu STE to:
- 0,25 M sacharoza,
- 0,03 M Tris,
- 0,05 M EDTA

## Zastosowanie do ektrakcji DNA z komórek bakteryjnych
Bufor STE wykorzystywany jest do oczyszczania komórek bakteryjnych pochodzących z hodowli, w szczególności bezpośrednio przed izolacją plazmidowego DNA metodą minilizy alkalicznej. Po oddzieleniu komórek od mieszaniny pohodowlanej zawiesza się je w buforze STE i odwirowuje. Uzyskany supernatant usuwa się, a pellet poddaje procedurze izolacji plazmidowego DNA metodą minilizy alkalicznej.